# فهرست شورش‌ها و جنگ‌های داخلی دوران ساسانی
این فهرستی از جنگ‌های داخلی و شورش‌هایی است که در دوران ساسانی (۲۲۱–۶۵۱) روی دادند.

## سده سوم میلادی
- ۲۸۱–۲۸۳: شورش هرمز سکستانی
- ۲۹۳: شورش نرسه

## سده چهارم میلادی
شورش هایی در سیستان و کوشان و ... در زمان هرمز دوم ( فرمانروایی از ۳۰۲م تا ۳۰۹م )

## سده پنجم میلادی
- ۲۶ می ۴۵۱: شورش مسیحیان ارمنی
- ۴۵۹–۴۶۳: شورش واچه دوم
- ۴۸۵: شورش زریر

## سده ششم میلادی
- ۵۳۰ یا ۵۳۷: شورش کاووس
- ۵۵۰: شورش انوشزاد
- ۵۸۹–۵۹۱: جنگ داخلی ساسانیان
- ۵۹۱–۵۹۶ یا ۵۹۴/۵–۶۰۰: شورش ویستهم

## سده هفتم میلادی
- ۵۹۵–۶۰۲: شورش ویستهم
- فوریه ۶۲۸: شورش شیرویه
- ۶۲۸–۶۳۲: جنگ داخلی ساسانیان
- ۲۷ آوریل ۶۲۹: شورش شهربراز و غضب تخت و تاج شاهنشاهی
- ۱۷ژوئن: سرنگونی شهربراز توسط بوراندوخت
- ۶۳۰: به تخت‌نشینی شاهنشاه خودخوانده خسرو سوم
- ۶۳۰: غضب تاج و تخت شاهنشاهی توسط شاپور شهروارز
- ۶۳۰: غصب تاج و تخت شاهنشاهی توسط پیروز دوم
- ۶۳۰: سرنگونی شاپور شهروراز توسط فرخ‌هرمز و به تخت‌نشینی آزرمی‌دخت
- ۶۳۰: تلاش فرخ‌هرمز برای به تخت‌نشینی
- ۶۳۰: تلاش هرمز ششم برای به تخت‌نشینی
- ۶۳۱: تلاش خسرو چهارم برای به تخت‌نشینی
- ۶۳۱: کودتای موفق توسط رستم فرخزاد؛ کشته شدن آزرمی‌دخت و بازگشت بوران به تخت شاهنشاهی
- ۶۳۲: شورش پیروز خسرو؛ کشته شدن بوراندوخت؛ یزدگرد سوم به عنوان شاهنشاه ایرانشهر تاج‌گذاری می‌کند.